# 朱晓夏
朱晓夏，中华人民共和国教育部长江学者讲座教授，蒙特利尔大学化学系教授，主要从事水凝胶、降解性高分子等方面的研究工作。

## 生平
朱晓夏先后毕业于南开大学化学系、加拿大麦吉尔大学。现任蒙特利尔大学教授。